# 6 Brygada Artylerii (II RP)
6 Brygada Artylerii (6 BA) – brygada artylerii Wojska Polskiego II RP.
Brygadę rozpoczęto formować jesienią 1919. Stała się organiczną jednostką artylerii 6 Dywizji Piechoty.
Na dzień 1 maja 1920 dysponowała 32 działami polowymi i 12 działami ciężkimi.

## Struktura pod koniec 1919
- dowództwo 6 Brygady Artylerii
- 6 pułk artylerii polowej w składzie 8 baterii (2 bateria - w głębi kraju)
- I dywizjon 6 pułku artylerii ciężkiej w składzie 3 baterii

## Dowódcy brygady
- gen. por. Paweł Cyrus-Sobolewski (organizator brygady)[2]
- ppłk Teodor Tański (od 12 XII 1919[3])